# Danh sách hãng phim truyền hình Hàn Quốc
Dưới đây là danh sách các đơn vị sản xuất phim truyền hình (hay còn gọi là hãng phim truyền hình) ở Hàn Quốc.
| Hãng phim truyền hình                                                             | Các bộ phim tiêu biểu |
| --------------------------------------------------------------------------------- | --- |
| Creative Leaders Group Eight                                                      | Successful Story of a Bright Girl, Xin lỗi, anh yêu em, A Love to Kill, Được làm hoàng hậu, Vườn sao băng, Playful Kiss, Pretty Man, Naeil's Cantabile...                         |
| Kim Jong-hak Production                                                           | Eyes of Dawn, Ngôi nhà hạnh phúc, Behind the White Tower, Beethoven Virus, Glory Jane, The Chaser, The King 2 Hearts, Đôi tai ngoại cảm (đồng sản xuất với DRM Media), Big Man... |
| JTBC Content Hub - Drama House                                                    | Họa sĩ gió, Cao thủ học đường... |
| DOREMI Entertainment 도레미엔터테인먼트                                           | Bà xã tôi đâu, Sự trả thù ngọt ngào, Cruel Love, Queen of Housewives, Đôi tai ngoại cảm (hợp tác sản xuất cùng Kim Jong-hak Production), Heartless City, Your Neighbor's Wife...  |
| Love Letter                                                                       | 내일이 오면 / 위대한 선물 / 칼과 꽃 외 다수 |
| Logos Film                                                                        | 러브 스토리 인 하버드 / 사랑은 기적이 필요해 / 로드넘버원 / 넝쿨째 굴러온 당신 / 내 마음이 들리니 / 굿 닥터 외 다수                                                               |
| MiiN Pictures 미인픽쳐스                                                          | 기억추적스릴러 리셋 외 다수 |
| Verdi Media 베르디미디어                                                          | 내게 거짓말을 해봐 / 마이 시크릿 호텔 외 다수 |
| Samhwa Networks                                                                   | 인생은 아름다워 / 제빵왕 김탁구 / 구가의 서 / 결혼의 여신 / 참 좋은 시절 / 가족끼리 왜 이래 외 다수                                                                               |
| Story TV                                                                          | 끝없는 사랑 / 장옥정, 사랑에 살다 / 불후의 명작 / 자체발광 그녀 / 당신이 잠든 사이 (제리보이스콘텐츠와 공동제작) 외 다수                                                          |
| - Shinyoung EnC 신영이엔씨 - Shinyoung Entertainment and Communications - 신영EnC | 그래도 당신 / 못난이 주의보 / 아내의 유혹 / 소원을 말해봐 외 다수 |
| SidusHQ                                                                           | Spring Day, Tuyết có rơi đêm Giáng Sinh?, Deep Rooted Tree, Chàng trai tốt bụng, The Secret of Birth, Công chúa Aurora, Phát súng hận thù...                                      |
| IOK 아이오케이                                                                    | 연애를 기대해 / 앙큼한 돌싱녀 / 여왕의 교실 외 다수 |
| Apollo Pictures 아폴로픽쳐스                                                      | 싸인 (골든썸과 공동제작) 외 다수 |
| Urban Works Media                                                                 | 나쁜 녀석들 외 다수 |
| Every Show 에브리쇼                                                               | 방과 후 복불복 / 빛과 그림자 / 백년의 신부 / 수상한 가정부 / 실업급여 로맨스 / 빅히트 / 신의 퀴즈 1(에이트웍스와 공동제작) 외 다수                                                |
| SM Culture & Contents                                                             | To the Beautiful You, Thủ tướng và Tôi, Hoa hậu Hàn Quốc, Mimi... |
| Eight Works 에이트웍스                                                            | 신의 퀴즈 시리즈 외 다수 |
| A Story 에이스토리                                                                | 메디컬 탑팀 / 최고다 이순신 / 마의 / 신데렐라 언니 / 종합병원 2 / 후아유 외 다수                                                                                                  |
| Yein E&M (예인E&M)                                                                | 스타일 / 시티홀 / 닥터챔프 / 물병자리 / 다섯 손가락 외 다수 |
| - Lee Kwan-hee Productions 이관희 프로덕션 - LKH Productions                      | 1.5 / 사랑한다면 / 오! 해피데이 / 엄마야 누나야 / 천년지애 / 회전목마 / 민들레 가족 / 패션왕 / 맏이 외 다수                                                                       |
| Lee Kim Production 이김프로덕션                                                   | 닥터진 / 유혹 / 기황후 외 다수 |
| JS Pictures                                                                       | 황금사과 / 경성스캔들 / 뉴하트 / 산부인과 / 자이언트 / 돈의 화신 / 투윅스 / 개과천선 / 트로트의 연인 / 연애의 발견 / 삼총사 (초록뱀미디어와 공동제작) 외 다수                     |
| Jerryboys Contents 제리보이스콘텐츠                                               | 행복합니다 / 두 아내 / 당신이 잠든 사이 (스토리티비와 공동제작) 외 다수 |
| GnG Production                                                                    | 미워도 다시 한 번 2009 / 얼렁뚱땅 흥신소 외 다수 |
| Chorokbaem Media                                                                  | 불새 / 주몽 / 거침없이 하이킥 / 지붕뚫고 하이킥 / 추노 / 오작교 형제들 / 전우치 / 삼총사 (제이에스픽쳐스와 공동제작) 외 다수                                                      |
| Taewon Entertainment                                                              | 아이리스 / 제3병원 / 아이리스 2 / 트라이앵글 외 다수 |
| Pan Entertainment                                                                 | 겨울연가 / 여름향기 / 소문난 칠공주 / 찬란한 유산 / 해를 품은 달 / 각시탈 / 마마 - 세상 무서울 게 없는 외 다수                                                                    |
| Plan B Pictures 플랜비픽쳐스                                                      | 연애결혼 / 카인과 아벨 / 신이라 불리운 사나이 외 다수 |
| Hwang-geum Sonamu 황금소나무                                                      | 아내가 돌아왔다 / 신기생뎐 외 다수 |
| KBS Media                                                                         | Phát súng hận thù, Big Man... |
| Đài MBC                                                                           | Người kế vị... |